# Phó Tổng Thư ký Liên Hợp Quốc
Phó Tổng Thư ký Liên Hợp Quốc là chức vụ cấp phó của Tổng Thư ký Liên Hợp Quốc. Chức vụ được thành lập để giải quyết nhiều nhiệm vụ hành chính của Tổng Thư ký, hỗ trợ quản lý hoạt động của Ban Thư ký, và đảm bảo sự gắn kết các hành động và chương trình. Chức vụ được thành lập bởi Đại Hội đồng Liên Hợp Quốc năm 1997.
Amina J. Mohammed từ Nigeria được bổ nhiệm làm Phó Tổng Thư ký bởi Tổng Thư ký António Guterres. Mohammed giữ chức vụ đồng thời cùng Guterres và bắt đầu nhiệm kỳ từ ngày 1/1/2017.

## Lịch sử
Louise Fréchette từ Canada là Phó Tổng Thư ký Liên hợp quốc đầu tiên, giữ chức vụ từ năm 1998 đến năm 2005. Bà được bổ nhiệm bởi Tổng thư ký Kofi Annan và đảm nhận các nhiệm vụ của mình vào ngày 2 tháng 3 năm 1998. Năm 2005, bà Frechette tuyên bố từ chức, sau khi bị chỉ trích bởi cựu Chủ tịch Cục Dự trữ Liên bang Hoa Kỳ Paul Volcker vì thất bại trong việc quản lý Chương trình đổi dầu lấy lương thực. Bà vẫn giữ chức vụ cho đến ngày 31 tháng 3 năm 2006.
Ngày 3 tháng 3 năm 2006 thông báo rằng Mark Malloch Brown từ Anh Quốc sẽ kế nhiệm Louise Fréchette làm Phó Tổng thư ký vào ngày 1 tháng 4 năm 2006. Brown kết thúc nhiệm kỳ của ông cùng với Tổng Thư ký Kofi Annan vào ngày 31 tháng 12 năm 2006.

## Nhiệm vụ
Trách nhiệm của Phó Tổng Thư ký thường do Tổng Thư ký ủy nhiệm bao gồm:
- Giúp Tổng Thư ký quản lý hoạt động của Ban Thư ký;
- Hoạt động thay thế Tổng Thư ký tại Trụ sở Liên Hợp Quốc khi không có Tổng Thư ký và trong các trường hợp khác do Tổng Thư ký quyết định;
- Hỗ trợ Tổng thư ký trong việc đảm bảo tính liên kết giữa các ngành và giữa các cơ quan của các hoạt động và các chương trình và hỗ trợ Tổng Thư ký nâng cao năng lực và sự lãnh đạo của Liên Hợp Quốc trong các lĩnh vực kinh tế và xã hội. Tăng cường Liên Hợp Quốc như là một trung tâm hàng đầu cho chính sách phát triển và hỗ trợ phát triển;
- Đại diện cho Tổng Thư ký tại các Hội nghị, các chức năng chính thức và các dịp lễ và các dịp khác do Tổng Thư ký quyết định;
- Thực hiện các nhiệm vụ do Tổng thư ký xác định;

Giám đốc Văn phòng Phó Tổng thư ký là một quan sát viên của Nhóm Phát triển Liên Hợp Quốc

## Danh sách Phó Tổng Thư ký

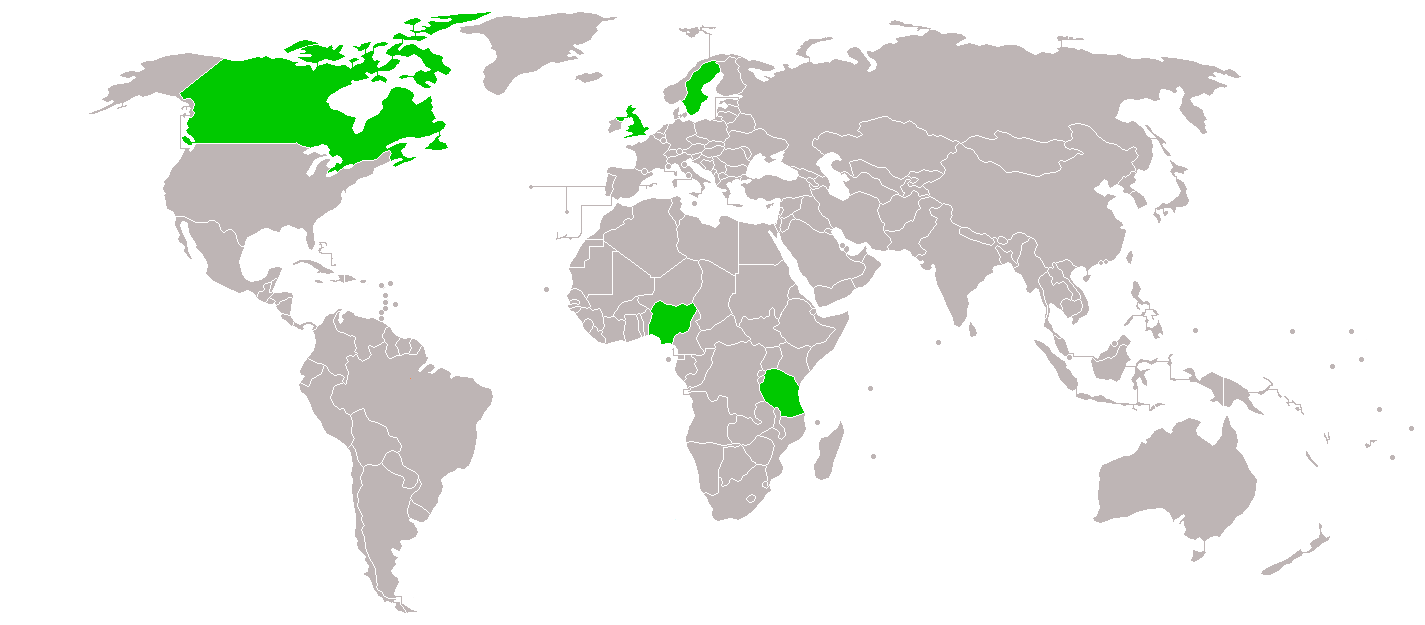
Quốc gia có công dân đã từng đảm nhiệm Phó Tổng Thư ký.

| № | Phó Tổng Thư ký    | Chân dung   | Quốc gia      | Nhiệm kỳ              | Tổng Thư ký      |
| - | ------------------ | ----------- | ------------- | --------------------- | ---------------- |
| 1 | Louise Fréchette   |             | Canada        | 2/3/1998 – 1/4/2006   | Kofi Annan       |
| 2 | Mark Malloch Brown |             | Liên hiệp Anh | 1/4/2006 – 31/12/2006 | Kofi Annan       |
| 3 | Asha-Rose Migiro   | không khung | Tanzania      | 5/2/2007 – 1/7/2012   | Ban Ki-moon      |
| 4 | Jan Eliasson       |             | Thụy Điển     | 1/7/2012 – 31/12/2016 | Ban Ki-moon      |
| 5 | Amina J. Mohammed  |             | Nigeria       | 1/1/2017 – nay        | António Guterres |

| Khối khu vực Liên Hợp Quốc | Phó Tổng Thư ký |
| -------------------------- | --------------- |
| Tây Âu và còn lại          | 3               |
| Đông Âu                    | 0               |
| Mỹ Latin và Caribbean      | 0               |
| Châu Á-Thái Bình Dương     | 0               |
| Châu Phi                   | 2               |